# Ана Радунчева
Ана Радунчева (Саня), до шлюбу Гулєва — болгарська археологиня. Її наукова діяльність охоплює широке коло проблем неоліту та мідно-кам'яної доби. Понад 30 років присвятила дослідженню стародавніх святилищ на території Східних Родоп. Радунчева аргументувала тезу про існування цивілізації між 7000 і 5000 роками до нашої ери. до н. е., за її ритуали та знання, які залишили незгладимий слід на скелястих родопських феноменах. Брала участь у проєкті Інституту тракології Болгарської академії наук «Наскельні святині фракійців та інших палеобалканських і стародавніх анатолійських народів». Її монографія «Доісторичне мистецтво в Болгарії» була опублікована англійською у видавництві Oxford University Press у 1976 році.
Друга жінка-професорка преісторії в Болгарії, членкиня Археологічного інституту при Болгарській академії наук. 

## Життєпис
Ана Гулєва народилася 14 лютого 1937 року в Пловдиві.
Закінчив філософсько-історичний факультет Софійського університету в 1962 р. З 1963 р. працювала в Археологічному інституті з музеєм при БАН. Захистила кандидатську та докторську дисертації в 1976 і 2000 роках в AIM при Болгарській академії наук — Софія. З 2001 року — старша наукова співробітниця.
Померла 22 лютого 2017 року.

## Археологічні дослідження
Радунчева брала участь в археологічному дослідженні городища Азмаш поблизу Старої Загори та городища біля села Езеро. Керує археологічним обстеженням доісторичних пам'яток біля кургану енеоліту біля села Вініца (Шуменська область), ранньоенеолітичної поселення біля Ракітово (Пазарджицька область), ранньоенеолітичних храмових комплексів з ринком біля Симеоновграда (Хасковська область), старі мідні копальні біля Старої Загори, енеолітичний ремісничо-виробничий центр біля села Седларі (Кирджалійська область), енеолітичний храмовий комплекс біля села Долнослав (Пловдівська область) тощо.

#### Дослідження скельних святилищ у Східних Родопах
Після багатьох років роботи, на початку 2007 року, Ана Радунчева зібрала достатньо доказів, щоб захистити тезу про те, що скельні споруди у Східних Родопах є частиною культури та традицій дуже раннього суспільства, яке належить до найдавніших цивілізацій цей вид. За її словами, після незрозумілого зникнення цієї протофракійської цивілізації приблизно через 2 тисячоліття там оселилися стародавні фракійці, яким археологія приписує майже всі стародавні святилища на території Болгарії, але, за словами професора Радунчевої, вони є пізнішими користувачами цих об'єктів.
Ана Радунчева присвятила значну частину своєї наукової кар'єри вивченню скельних святилищ у східних регіонах Родоп. У 2001 році вона приєдналася до команди доктора Стефанки Іванової та геофізика інж. Марії Златкової. Після досліджень, проведених під час експедиції на початку 2007 р. вчені прийшли до висновку, що висічені в скелях споруди та споруди у Східних Родопах були створені цивілізацією давніх європейців — дуже раннім суспільством, яке належить до найдавніших цивілізацій свого роду. За словами Радунчевої Цивілізація Старої Європи володіла дивовижними металургійними навичками та астрономічними знаннями. Пам'ятники, залишені ними, на кілька тисячоліть передували будівництву єгипетських пірамід, створенню великих міст у Месопотамії та Шумері та всесвітньо відомих пам'яток, таких як Стоунхендж.
Доісторична цивілізація Старої Європи належить до неоліту та енеоліту і, згідно з Марією Ґімбутас поклала початок розвитку європейської цивілізації після початку бронзового віку.
Радунчева стверджує, що деякі скельні святилища в Родопах були створені і активно функціонували ще в VII—VI тисячоліттях до нашої ери. н. е., а вся система святилищ була створена в другій половині кам'яно-мідного віку (у V—IV тис. до н. е.) або більш ніж за два тисячоліття до того, як стародавні фракійські племена заселили нинішні болгарські землі.
За її словами, скельні святилища у Східних Родопах були частиною величезного сакрального комплексу, підпорядкованого духовній сутності доісторичної людини, який зробив свій внесок у духовне зростання всіх ранніх культур. Стародавні люди піднімалися на гору, щоб зустріти своїх богів. Наприкінці IV тис тощо н. е., коли мережа святилищ була найбільш розвиненою, Східні Родопи були жвавим місцем, тому що багато паломників підіймалися до святилищ у різних випадках з усього Балканського півострова. Виявлена кераміка та артефакти в скельних нішах і святилищах свідчать про походження з різних частин Балканського півострова, навіть з північних частин півострова через річку Дунай.
За словами професора Радунчевої, система святилищ у найнижчій частині була культовим центром (не має аналогів у Європі), який складався з 32 храмів, присвячених різним богам.

#### Обговорення сайтів Перперек і Татул
Ана Радунчева є однією з найбільших критиків роботи групи доцента Ніколая Овчарова на Перпериконі (Перпереку) та скельно-культовому комплексі біля села Татул. Вона неодноразово говорила, що консервація Перпереку недостатня і що археологічна пам'ятка вже руйнується. За її словами, оскільки їх підірвали під час розкопок (під керівництвом Овчарова), всі мури різних епох — середньовіччя, пізньої античності, залізного віку та кам'яно-мідного віку — рано чи пізно зруйнуються. Вона зазначає, що для збереження пам'ятки неприпустимо, щоб відвідувачі куди завгодно ступали і кожним необережним кроком порушували рівновагу стародавньої споруди, оскільки це призведе до остаточного руйнування пам'ятки. За її свідченнями, з моменту її першого візиту на місце археологічних розкопок наприкінці 1970-х років було знищено багато цінних слідів, а саме — античний рельєф із двома левами, а також зображення зооморфної фігури, висічене на спинці трону. в т . дзвонив «тронний зал». Рельєфи, про які йде мова, задокументовані на старих фотографіях місця. Вони також мають свій відповідник у настінних розписах Чатал-Гююка в Анатолії (Анатолія, Туреччина) VIII тисячоліттядо н. е. — найкраще збережене місто під відкритим небом доби неоліту).
Радунчева також згадує, що з палацового святилища Перперек було демонтовано шар плит, який служив підлогою, і кілька скельних фігур заввишки 3,5 м, які знаходилися в крайній східній частині ділянки. Їй видно, що фігури були повністю обезголовлені, і тепер збереглася лише одна нога одного з ідолів і частина сидячої фігури. Це доісторичні ідоли, які допомагають датувати комплекс.
Останні світлини Радунчева зробила за рік до того, як Микола Овчаров отримав право на археологічні розкопки, і всього за один сезон, за її словами, вищезгадані артефакти були знищені. Також вона не схвалює зміну назви об'єкта, справжня назва якого, за словами провідних трахологів, — Перперек.
У 2009 році зрозуміло, що Радунчева та Овчаров перебувають у негласному конфлікті щодо того, як команда Овчарова обробляє археологічні пам'ятки Перперек і Татул. Проведена тим часом перевірка об'єктів виявила, що: «інтенсивна медійна реклама об'єктів відсунула на другий план їх якісне наукове дослідження». Комісія також робить висновок, що стан пам'яток є аварійним і «через неналежне розкриття останків у деяких випадках створено небезпеку для збереження оригінальних споруд».
Археологи рекомендують збільшити дослідницьку групу, але жодна відповідальна установа не вжила жодних заходів. Документи подано до Міністерства культури та Національного інституту пам'яток культури (НІПК). Єдине, що було зроблено після перевірок Перперека і Татула, це встановлення навісу з листового металу на ділянці біля села Татул вартістю 30 000 левів, але розміщеного таким чином, що гвинти, на яких він тримається пройшли крізь стіни, які він повинен захищати, і таким чином, через який води дощів і танення снігу вливаються в основу стін.

#### Міжнародна науково-дослідна експедиція на Белінташ, Татул і Харман Кая
Наприкінці липня 2014 року Ана Радунчева бере участь у Міжнародній дослідницькій експедиції, яка оголошена для дослідження слідів, залишених стародавньою цивілізацією в доісторичних святилищах Белінташ, Татул і Харман Кая.
Геолог Роберт Шох, археоастроном Роберт Бовал і астрофізик Томас Брофі.
Вчених також супроводжує команда БНТ, яка знімає їх роботу над проєктом документального фільму під робочою назвою «Слідами стародавніх», який, як очікується, приверне інтерес міжнародних ЗМІ до стародавньої спадщини Болгарії, яка є мало відомий на міжнародному рівні та погано досліджений.
Вплив цієї новини Ніколай Овчаров не сприйняв позитивно. Проте в одній із своїх заяв з цього приводу він визнає, що процедури міжнародних експедицій дуже складні, але вони мають важливе значення для Болгарії.

## Повний список наукових публікацій
Ана Радунчева відома болгарській та світовій науковій спільноті своїми науковими публікаціями, які налічують близько 80 статей, досліджень та монографій, серед яких:

### Публікації за текстом кандидатської дисертації
- Разкопки на селищната могила Клиседжик до с. Виница, Шуменско. Археология. 1966, 4. 62 — 68.
- Разкопки на селищната могила до с. Виница, Шуменско, през 1966 г. ИБИД.1968. 111—121.
- Поселение и некропол у с. Виница в Северозападной Болгарии. КСИА. 115. 1969. 50 — 52.
- Некоторые результаты исследования поселения Клиседжик (Северовосточная Болгария) в 1967 г. КСИА, 127. 1971. 29 — 32.
- Виница. Енеолитно селище и некропол. С. 1976. (Монография). 1 — 144.

### Публікації у зв'язку з проведенням конкурсу на ст. п. з II ст (монографії, статті та наукові повідомлення)
- Доисторическое искусство в Болгарии. Пятое-второе тысячелетие до н. е. София-пресс. С. 1972. 1 — 90
- A. Raduncheva. Prehistoric Art in Bulgaria. Oxford. 1976. 1 — 110. (Монография)
- Мраморна статуетка на жена от Южна България. Археология. 3. 1967. 64 — 67
- Праисторически материали от селищната могила Мъртвица до гр. Преслав. ИНМШ. 1967. 85 — 92
- Праисторически селищни могили в Преславско. МПК. 1967, 4. 6 — 10
- Две праисторически селищни могили в Шуменски окръг. МПК. 1968, 2. 2 — 5
- Към въпроса за направата на глинени съдове през праисторическата епоха. Археология. 1968, 4. 72 — 77
- Праисторически материали от с. Богданица, Пловдивско. ИАИ. 1969. 254—257
- Праисторически материали от разкопките на Пернишката крепост през 1960—1961 г. ИБАИ. 1969. 213—232
- Един начин за добиване на мед през енеолита. МПК. 1971. 4. 2 — 3
- За някои видове амулети от енеолита. Археология, 1971, 3. 52 — 58
- За предназначението на някои глинени, енеолитни, животински фигурки. Археология, 1971, 2. 58 — 65
- On some problems of the late neolithic culture. Сборник в чест на проф. В. Бешевлиев. 1978. 273—277
- Праисторически материали от някои селищни могили около Преслав. ИНМШ, 1972, 5. 107—115
- Отново за мраморната човешка фигурка от гр. Казанлък. Археология, 1972, 3.72 — 78
- Е. Черних, А. Радунчева. Старите медни рудници около Стара Загора. Археология, 1972, 1.61 — 66
- Някои наблюдения върху антропоморфната пластика от енеолита. ИБИД, 1974, 1. 21 — 41

### Публікації за темою докторської дисертації
- Обществено-икономическия живот в Добруджа и Западното Черноморие през енеолита. Векове, 1986, 1, 5 — 15
- A. Raduncheva. La societe dans les Balkans a l'age du cuivre. Dossiers Histoir et Archeologie. 1989, 137, 46 — 55
- Скални светилища от каменномедната епоха в Източните Родопи. ИИ, 1990, 17, 141—149
- Към въпроса за някои видове укрепителни съоръжения от неолита и енеолита. «Приноси към българската археология» 1992, 1, 7 — 14
- Времето между края на каменно-медната и началото на бронзовата епоха преходен или хиатусен период в развитието на обществото на Централните Балкани. ГНБУ-ДА, 1994, I, 321—333
- Праисторически богове и митове и връзката им с някои вярвания на древните гърци. ГНБУ-ДА, 1994, I, 29 — 44
- Храмовият комплекс до с. Долнослав, Пловдивско и някои аспекти на ритуалността в края на каменно-медната епоха. ГНБУ-ДА, 1996, 2 — 3, 168—182
- A.Raduncheva. Aeneolithic astronomical observations and mythological beliefs. –In: Astronomical traditions in the past cultures. ed Koleva N. and Kolev D., Sofia 1996, 162—167
- Праисторически култови места в Тракийската низина.-В: Сб. Д. Цончев, 1999, 140—146
- Родопската и Природопска област през праисторическата епоха. Родопика, II, 1999, 5 — 20
- Късноенеолитното общество в българските земи. С. 1999

### Інші публікації з доісторії (неоліт і енеоліт)
- Праисторическа епоха. – в: Развитие на земеделието в българските земи. С. 1981, 7 – 29. (Студия). 7 – 29
- Праисторически селища (VII – V хил. пр.н.е.). – в: Перник, I, 1981, 11 – 51. (Студия). 11 – 50
- Праисторически период. – в: Българска история за седми клас. С. 1990, 4 – 10. (Учебник). 4 – 9
- Le centre cultuel chalcolithic de Dolnoslav, region de Plovdiv. – in: Le premier or. Paris. 1989, 81 – 87
- Към въпроса за рисуваните със злато енеолитни съдове. ГНАМ. С. 1990, 83 – 99
- A. Raduncheva. Kurzer vorlaufiger uber die Ausgrabungen in Dolnoslav. – in: Kupferzeit als Historische Epoche.Bonn. 1991, 107 – 111
- За значението на „големите котки“ в праисторическата религия. – в: Марица-Изток, 2, 1994, 47 – 53
- Отново за Кукова могила и околностите на с. Дуванлий, Пловдивско. ГНБУ-ДА. 1994, I, 178 – 185
- Сграда от каменно-медната епоха в с. Слатино, Кюстендилско. ИМЮИБ, 17, 1994, 21 – 26
- Храмов комплекс и пазарище от ранната новокаменна епоха. ГНБУ-ДА, II-III, 1996, 119 – 133
- В. Мацанова, А. Радунчева. Неолитното селище при гр. Ракитово. – в: Славееви гори. 1994. 114 – 126
- Енеолитен занаятчийско-производствен център до с. Седларе, Кърджалийско. ГНАМ, 10, 1997, 162 – 176
- D. Baily, R. Tringham, M. Stefanovic, M. Hamolton. I. Angelova, A. Raduncheva. Expanding the Dimensions of Early Agricultural Tells: The Podgoritsa Araeological project, Bulgaria. – in: Jurnal of Field Archaeology. Volum 25 November 4 Winter 1998, 373 – 396
- Скалното светилище при с. Давидково, Смолянско. Родопика, I, 1998, 9 – 21
- A. Raduncheva. Law and society in the later Copper Age. BAR International Series 854, Oxford, 2000, 173 – 175
- J. Chapman, A. Raduncheva and Ts. Tsonev. Rocky Landscape in Prehistory. – in: Archaeological Reports. 1997, 17 – 22
- А. Радунчева, Организация на рудодобива и металургията в българските земи през каменно-медната епоха. ГДА-НБУ. III-IV. 2000. 96 – 101
- А. Радунчева, Б. Холевич. Manus Vara Cingenita или най-ниското семантично ниво на създаване на образа на богинята със змиите. ГДА-НБУ, III-IV. 2000. 173 – 184
- Gale, N., Z. Stos-Gale, A. Raduncheva и кол. Early Metallurgy in Bulgaria. ГДА-НБУ, III – IV. 2000. 102 – 168
- Радунчева, А., Б. Холевич. За някои заболявания през праисторическата епоха. ГАИМ, I, 2001, 169 – 178
- Радунчева, А., В. Мацанов и кол. Неолитно селище до гр. Ракитово. РП, XXIX. 2002. (монография)
- Религиозната структура през късния енеолит. ГАИМ, II, 2002. 78 – 112
- Праисторически култови места в Природопската и Родопската област. Rodopica. 2002, 1 – 2. 59 – 80
- Eine neolitische Siedlung am Ufer der Marica bei Simeonovgrad. – in: Beitrage zu Jungsteinzeitlichen Forschubgen in Bulgarien. Saarbruckener Beitrege zur Altertumskunde. Band 74. 2002. 225 – 244
- Енеолитният храмов комплекс до с. Долнослав, Пловдивско и системата от скални светилища с праисторически културни пластове в Родопите и извън тях. ГАМПл, IX/1, 2002. 96 – 119
- Познанието през праисторическата епоха. Сб. Иванка Жандова. 2007
- Късноенеолитното общество в българските земи. РП, XXXII. 2003. С. (монография)
- Неолитни и енеолитни постройки с необичайни планове на застрояване и обзавеждането им. Праисторическа Тракия. 2004. 321 – 334
- Отново за енеолитното светилище на Джанбазтепе в гр. Пловдив. – в: Епохи, 2006, 12, 3 – 3, 5 – 20
- Свещената Родопа. Клуб Родопей. 1. 2006. 8 – 19
- Мистерии и легенди от камък и вяра. сп. Одисей. Кн. VI. 06. 2007 г.
- А. Радунчева, Ст. Иванова. Олтар гигантски на древни богове. в-к „Нов живот“, бр. 9/ 10 – 16 март 2007
- За ролята на пещерата в религията на праисторическите общества. ИАИ. XXXIX. 2006. 73 – 81
- За мегаполиса и нещо друго. в. Национална бизнес поща. бр. 37/16. 09. 2007. К1, К4-6
- R. Kostov, John Chapman, Biserka Gaidarska, Irko Petrov, A. Raduncheva. Turquoise – archaeomineralogical evidances from the Orlovo prehistoric Haskovo district, Southern Bulgaria. Geology and mineral resources. 7 – 8, 2007. 17 – 26
- A. Радунчева. За праисторическите пещери и скали с ниши. Кръгла маса 2008. Съюз на архитектите
- A. Радунчева. За закуската, професорите, булдозите и научната истина. в. „Национална бизнес поща“. бр. 2/14 януари 2008. стр. 58
- А. Радуннчева. За някои видове неолитни и енеолитни постройки и особености на организация на междусградното пространство. Античните цивилизации и морето (международна конференция в чест на 70-годишнината на проф. Михаил Лазаров), Варна 13 – 15 октомври 2004 г. 2007, 42 – 61
- Накратко за скалните светилища. Фотоизложба 11 – 30 януари 2008 г
- За някои праисторически скални светилища в Източните Родопи и Тракийската низина. Известия на Старозагорския исторически музей, II, 2007, с. 53 – 73. Стара Загора
- До главния редактор на в. НБП – Ст. З. Овчаров се самообявил за професор. НБП бр. 13/ 31.03 – 6.04. 2008 г.
- A. Raduncheva. Prehistoric Rock Sanctuaries in the Eastern Rhodopes and Some Other Mountain Regions in Bulgaria. – in: Geoarcheology and Archeomineralogy (Eds. R. I. Kostov, B. Gaydarska, M. Gurova). Proceedings of the International Conference 29 – 30 октомври 2008. Sofia. 178 – 182. Publishing House „St. Ivan Rilski“. Sofia
- Занаяти и търговия през късната каменно-медна епоха на Балканите. – в: Етнически и културни пространства на Балканите. Част 1. Миналото – исторически ракурси. Сборник в чест на проф. Цветана Георгиева. Университетско издателство „Св. Климент Охридски“. 2008. 41 – 70
- A. Радунчева, М. Камарев, Х. Вълчанова. Скалното светилище до махала Босилково на с. Давидково, Смолянско. Археологически открития и разкопки през 2007. 2008, 95 – 97. София
- А. Радунчева, М. Камарев. Сондажни спасителни археологически разкопки на обект 17 по пътя Кърджали – Маказа. Археологически открития и разкопки през 2007. 2008. 83 – 84. София
- Право и общество през втората половина на каменно-медната епоха. В света на човека. Сборник в чест на проф. д.и.н. Иваничка Георгиева. Университетско издателство „Св. Климент Охридски. 2008. 491 – 504
- Познанието през праисторическата епоха. Иванка Акрабова – Жандова. In memoriam. София. 2009. 21 – 36
- А. Радунчева, М. Камарев. Резултати от археологическото проучване на обект 17 по пътя Джебел – Маказа, Кърджалийско. АОР през 2009, 2010, 103 – 105
- Biserka Gaydarska, Ana Raduncheva. The Fired Clay Figurins. In: From Surface Collection to Prehistoric Lifeways. Oxford and Oakville. 2010
- Biserka Gaydarska, Ana Raduncheva. The Fierd Clay Figurines. 14 – 24
- John Chapman, Biserka Gaydarska, Ana Raduncheva. The Chaine Operatoire Approach to Prehistoric Figurines: an Example from Dolnoslav, Bulgaria. Cambridge: McDonald Institute for Archaeological Research, pp. 171 – 184. McDonald Institute Monographs. 2009
- John Chapman, Biserka Gaydarska, Ana Raduncheva. Interpreting the site and the objects. – in: From Surface Collection to Prehistoric Lifeways. Oxfordand Oakville. 2010. 103 – 122
- Raduncheva. About the Founding Date and Earliest Functioning of Rrock Sanctuaries in the Rodopes and Beyond. Rock-cut Sacret Places and other Paleo-Bolkan and Ancient Anatolian Peoples
- Праисторически скални свещени места по склоновете на Средна гора. Златното пето хилядолетие. Тракия и съседните райони през каменномедната епоха. Доклади на международна конференция в Пазарджик, Юндола, 26 – 30. 10. 2009 г. София 2011. 301 – 315
- Конят в религията през неолита и енеолита. Сборник в памет на Лиляна Перничева. 2015. София
- Видове праисторически селища. Доклад по случай 100 години музей в Стара Загора. Стара Загора